# Oronotus mandibularis
Oronotus mandibularis là một loài tò vò trong họ Ichneumonidae.